# Les Trois Baudets
Ne doit pas être confondu avec Théâtre des Deux Ânes.
Les Trois Baudets est un établissement culturel de la ville de Paris, en France, situé au 64, boulevard de Clichy (18e arrondissement), au pied de la butte Montmartre dans le quartier de Pigalle. Le bar-restaurant peut accueillir 50 personnes assises, et la salle de concert jusqu'à 200 personnes.

## Historique[1]
Les Trois Baudets ont été créés à la fin des années 1940 par Jacques Canetti pour combler l’absence de salles parisiennes où les jeunes artistes, le plus souvent inconnus, pourraient facilement se produire devant un public. La salle ouvre le 16 décembre 1947.
D’un vieux dancing délabré, il crée une salle de théâtre qui sous son impulsion devient une extraordinaire pépinière de talents ; des artistes totalement inconnus viennent s’y produire tous les soirs, 2, 3, voire 4 ans, qu’ils aient ou non du succès. Canetti donne aux artistes le temps de devenir, tout en leur permettant de vivre de leur métier et de se perfectionner chaque soir devant un public curieux et exigeant. C’est là que naît une nouvelle génération de chanteurs, celles des auteurs-compositeurs-interprètes à laquelle Jacques Canetti reste indéfectiblement attaché.
C’est dans cette salle que plus qu’une centaine d’artistes vont démarrer leur prodigieuse carrière de scène et de disques, parmi lesquels Georges Brassens, Jacques Brel, Boris Vian, Guy Béart, Juliette Gréco, Raymond Devos, Serge Gainsbourg, Boby Lapointe, Henri Salvador, Anne Sylvestre, Fernand Raynaud, Pierre Perret, Yves Robert ou encore Pierre Repp.
Jacques Canetti dirige cette salle jusqu’en 1967. Elle devient par la suite successivement un sex shop puis un cabaret érotique, et une salle de concert pop/rock du milieu des années 1990 (L’Erotika).
60 ans après sa création, la nécessité de retrouver une pépinière de talents, de se rapprocher du concept initial, de son histoire, a mené la Ville de Paris à réhabiliter ce lieu de découverte historique. Elle en confie la responsabilité, au travers d’une Délégation de service public, à la société RAFU en 2007. Le lieu ouvre de nouveau ses portes au public le 10 février 2009.
En janvier 2013, la société 3 ânes Prod reprend la gestion du lieu pour une durée de 6 ans. Les Trois Baudets sont, dès lors, dirigés par Olivier Poubelle (Asterios) et Alice Vivier (La Loge) toujours au travers d'une Délégation de service public. Le lancement des nouveaux Trois Baudets a lieu en mars 2013 avec comme points d’orgue de la programmation, 130 soirées Trois Baudets et des créations Trois Baudets chaque année en juillet,,.
Après 6 années de gestion, 3 ânes Prod passe le relais à Madline (association des productions Blue Line et Mad Minute Music). La société reprend la gestion conjointe des Trois Baudets et de FGO-Barbara sous la forme d'une convention d'occupation du domaine public dès janvier 2019 pour une durée de 5 ans. La société Madline est reconduite dans sa fonction de gestion et d'exploitation des deux salles en avril 2024 dans le cadre cette fois d'une concession de service. 

## Les locaux

### Salle Jacques Canetti

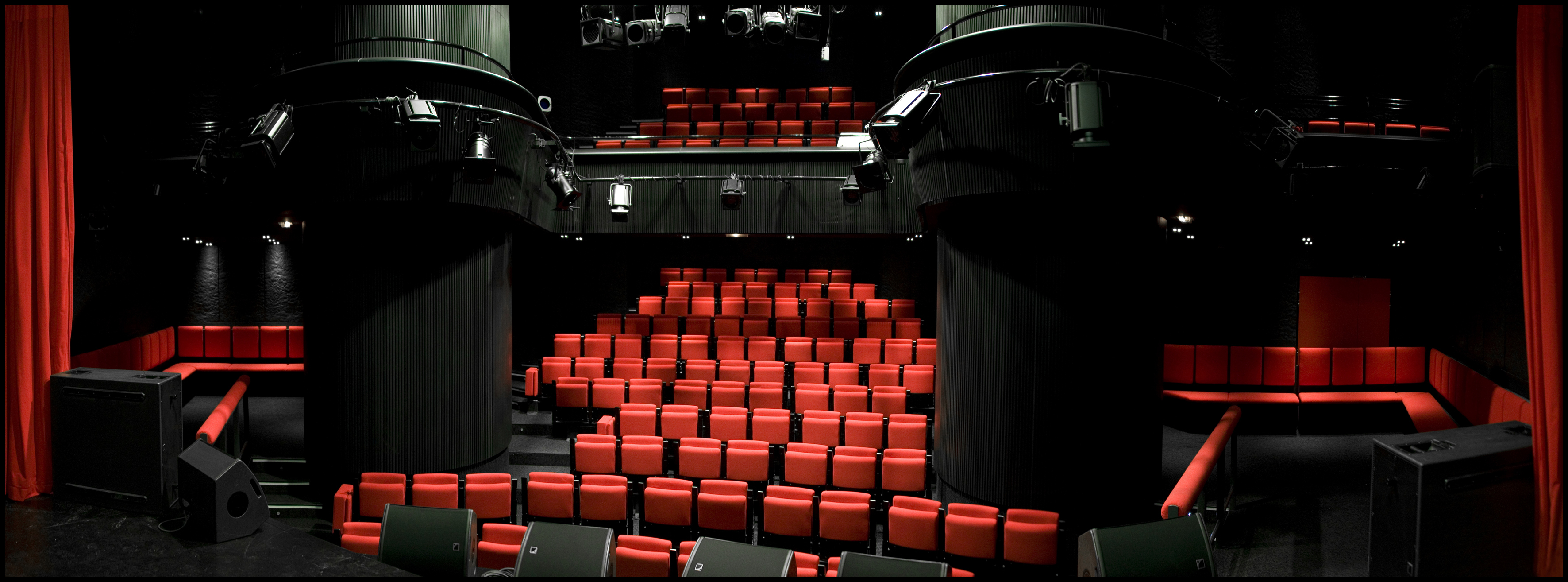
Salle de concert Les Trois Baudets (2008).

La salle Jacques Canetti, située au niveau inférieur des Trois Baudets, peut accueillir sur deux niveaux jusqu’à 200 personnes en configuration assis/debout (160 personnes assises, 40 personnes debout sur les côtés).

### Bars et restaurant

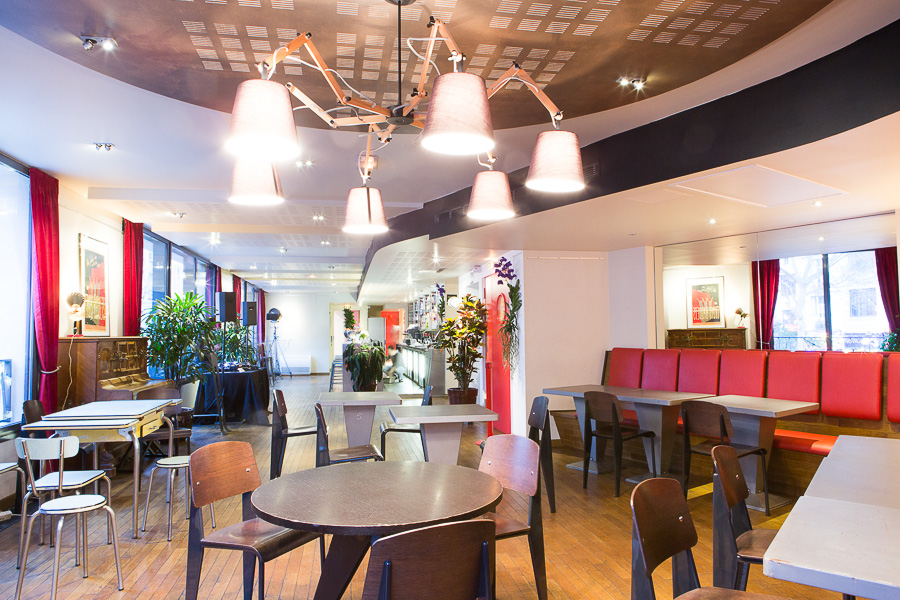
Les Trois Baudets - restaurant - 2013.

Un bar-restaurant au 1er étage offre une vue panoramique sur le boulevard de Clichy.

### Artistes passés aux Trois Baudets depuis 2009

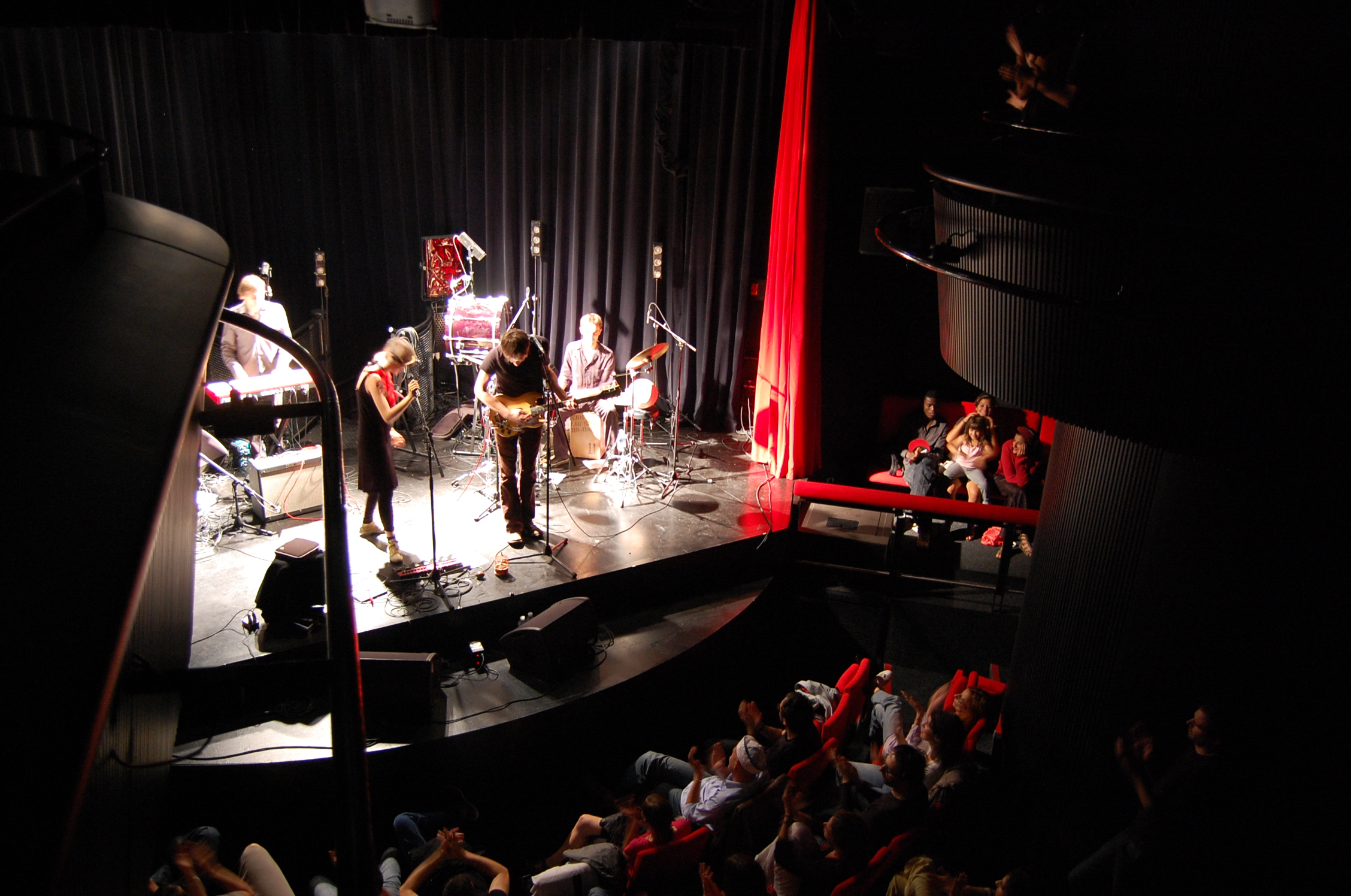
Les Trois Baudets - concert - 2009.

Audrey Lopes

Adrienne Pauly

Albin de la Simone,

Alex Beaupain,

Alexandre Varlet,

Anouk Aïata,

April March,

Asyl,

Bagarre,

Baptiste W. Hamon,

Barbara Carlotti,

Batlik,

Ben Ricour,

Benoît Carré,

Benoît Dorémus,

Bertrand Burgalat,

Bikini Machine,

Chloé Lacan,

Christine and the Queens,

Christine Ott,

Claire Laffut

Clara Luciani,

Cléa Vincent,

Constance Amiot,

Eddy de Pretto,

Estelle Meyer,

Féfé,

Florent Marchet,

Françoiz Breut,

Gauvain Sers,

Grise Cornac,

Giedré,

Irène Jacob,

Issam Krimi,

jain,

Jeanne Balibar,

Jeanne Cherhal

J. P. Nataf,

Judith Chemla

Juliette Armanet,

Julien Bensé,

La Pompe Moderne,

Léopoldine HH,

Let's Eat Grandma,

Loïc Lantoine,

Lou Doillon,

Luciole

Madeleine Besson,

Martin Luminet,

Moodoïd,

Olivia Ruiz,

Pauline Croze,

Peter Harper,

Pierre Souchon,

Pigalle,

Pomme

Rodolphe Burger,

Sapho,

Saule,

Tim Dup

Vincent Delerm

Vincha,

Weepers Circus,

Yves Jamait

Zaza Fournier